# Високо (Хорватия)
Статья об одноимённом городе в Боснии и Герцеговине см. здесь

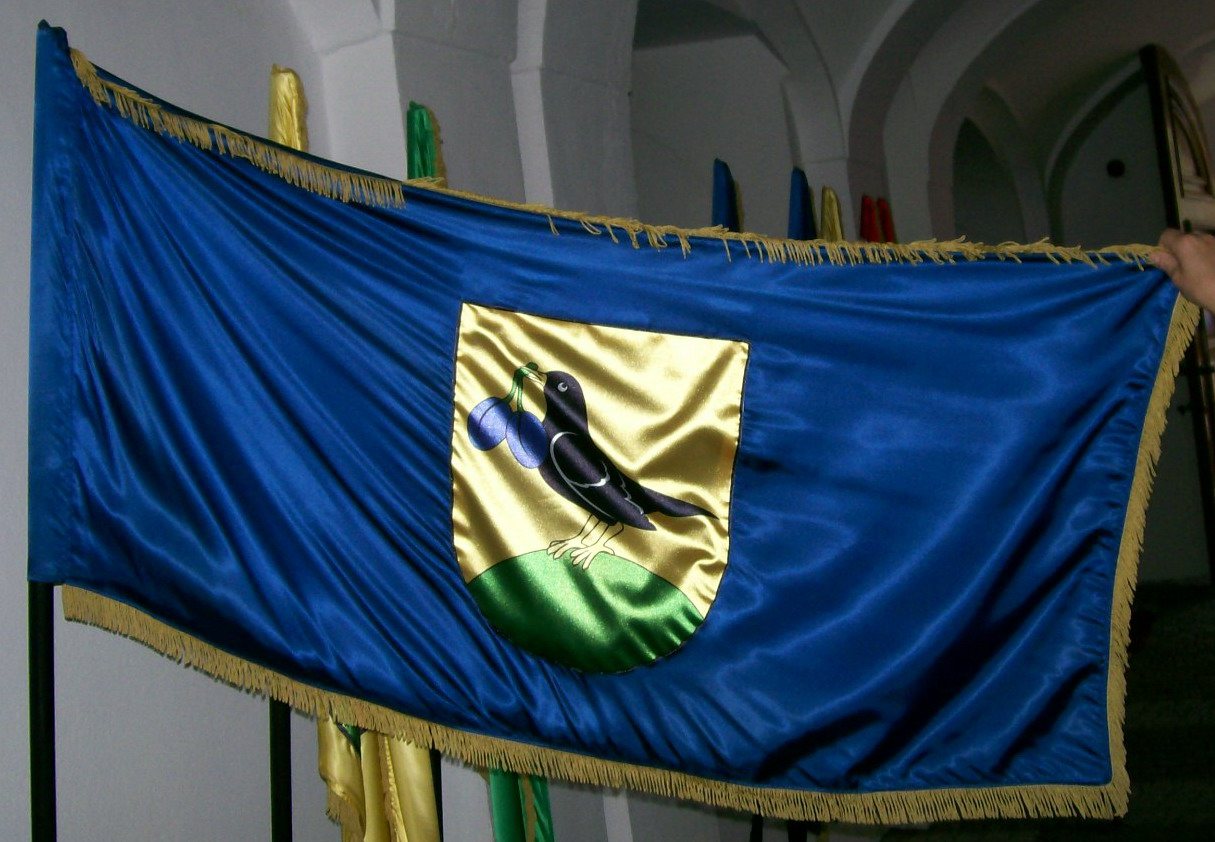
Флаг общины

Високо (хорв. Visoko) — община с центром в одноимённом посёлке на севере Хорватии, в Вараждинской жупании. Население 526 человек в самом посёлке и 1641 человек во всей общине (2001). Подавляющее большинство населения — хорваты (99,76 %). В состав общины кроме Високо входят ещё 6 деревень. Посёлок находится в 2 км к востоку от автомагистрали A4 на границе с жупанией Копривница-Крижевцы. Високо окружено лесистыми холмами Хорватского Загорья.